# 2011년 동계 아시안 게임 카자흐스탄 선수단
 카자흐스탄은 2011년 1월 30일부터 2월 6일까지 카자흐스탄 아스타나, 알마티에서 열린 2011년 동계 아시안 게임에 참가하였다.

## 메달 집계

### 종목별 메달 획득 현황
| 종목              | 1  | 2  | 3  | 합계 |
| 스키 오리엔티어링 | 8  | 5  | 1  | 14   |
| 크로스컨트리      | 6  | 5  | 4  | 15   |
| 바이애슬론        | 5  | 1  | 2  | 8    |
| 프리스타일 스키   | 4  | 2  | 2  | 8    |
| 알파인 스키       | 3  | 5  | 2  | 10   |
| 아이스하키        | 2  | 0  | 0  | 2    |
| 스피드 스케이팅   | 1  | 2  | 2  | 5    |
| 스키 점프         | 1  | 2  | 2  | 5    |
| 피겨 스케이팅     | 1  | 0  | 0  | 1    |
| 밴디              | 1  | 0  | 0  | 1    |
| 쇼트트랙          | 0  | 0  | 2  | 2    |
| 합계              | 32 | 21 | 17 | 70   |

## 같이 보기
- 2010년 동계 올림픽 카자흐스탄 선수단